# Жилконцы
Жилконцы — деревня в Зарайском районе Московской области, в составе муниципального образования сельское поселение Гололобовское (до 28 февраля 2005 года входила в состав Масловского сельского округа). Деревня связана автобусным сообщением с райцентром и соседними населёнными пунктами.

## География
Жилконцы расположено в восточной части Зарайского района, у границы с Луховицким районом, в 18 км восточнее Зарайска. Через деревню протекает река Ройка, высота центра деревни над уровнем моря — 156 м.

## Население
| 2002 | 2006 | 2010 |
| ---- | ---- | ---- |
| 78   | ↘73  | ↘72  |

## История
Впервые в исторических документах селение упоминается в окладных книгах 1676 года, по случаю строительства Введенской церкви в селе Жилконичи, при которой «12 четвертей земли, сенных покосов на 10 копен и 50 приходских дворов, в числе которых 3 боярских». Новое здание церкви было построено в XVIII веке, разрушено в середине XX века. В 1790 году в деревне числилось 20 дворов, 228 жителей, в 1858 году — 30 дворов и 119 жителей, в начале XX века — 83 двора и 683 жителея. В 1929 году был образован колхоз «Красная заря», в 1949 году создан колхоз им. Молотова, в 1960 году включённый в совхоз «Маслово». До 1939 года существовал Жилконский сельсовет.